# (10031) Vladarnolda
(10031) Vladarnolda est un astéroïde de la ceinture principale.

## Description
(10031) Vladarnolda est un astéroïde de la ceinture principale. Il fut découvert le 7 septembre 1981 à Naoutchnyï par Lioudmila Karatchkina. Il présente une orbite caractérisée par un demi-grand axe de 2,59 UA, une excentricité de 0,20 et une inclinaison de 12,9° par rapport à l'écliptique.
Il porte le nom du mathématicien soviétique Vladimir Arnold (1937-2010).

## Compléments